# Diego Pinheiro
Diego Pinheiro da Silva (Goiânia, 14 de junho de 1980) é um ex-jogador brasileiro de basquetebol.
Atualmente, aposentado, jogava na posição de ala-armador. Teve passagens por times como COC/Ribeirão Preto, Vasco da Gama, Botafogo, Fluminense, Universo/Ajax, Joinville BA, Ulbra/São Bernardo, Rio Claro, Palmeiras, Limeira e Pinheiros. Jogou pela Seleção Brasileira de 1998 até 2012.
Sagrou-se campeão brasileiro em 2000, vice-campeão brasileiro em 1999 e 2009, bicampeão sul-americano de clubes 1999 e 2000, tricampeão da Liga Sul-Americana 1999 e 2000 e 2015, vice-campeão da Liga Sul-Americana em 2005, campeão do Torneio Tuto Marcham em 2009 e da Copa América de 2009 com a seleção nacional.